# Decticus albifrons
Decticus albifrons är en insektsart som först beskrevs av Johan Christian Fabricius 1775.  Decticus albifrons ingår i släktet Decticus och familjen vårtbitare. Inga underarter finns listade i Catalogue of Life.

## Bildgalleri

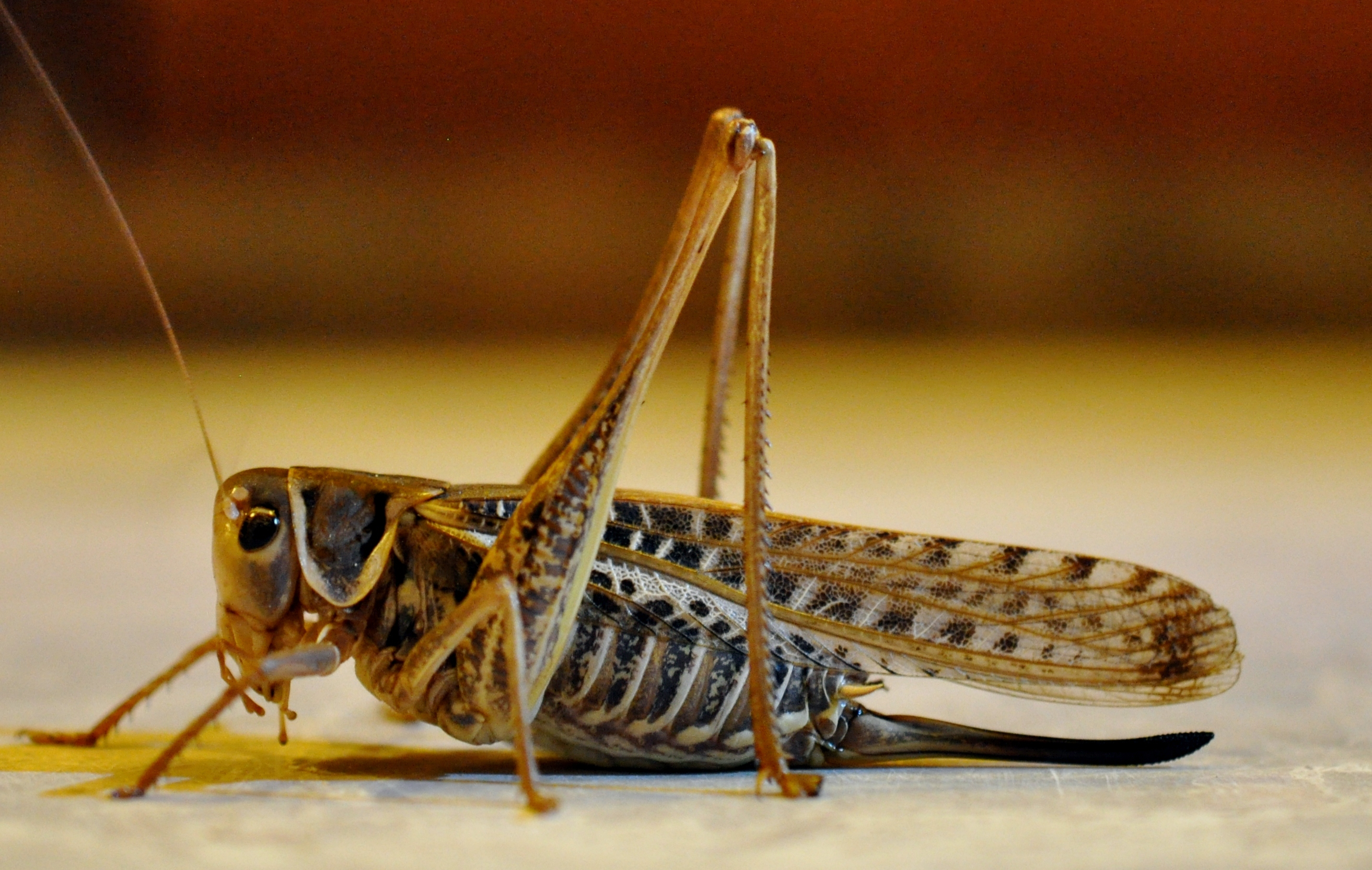
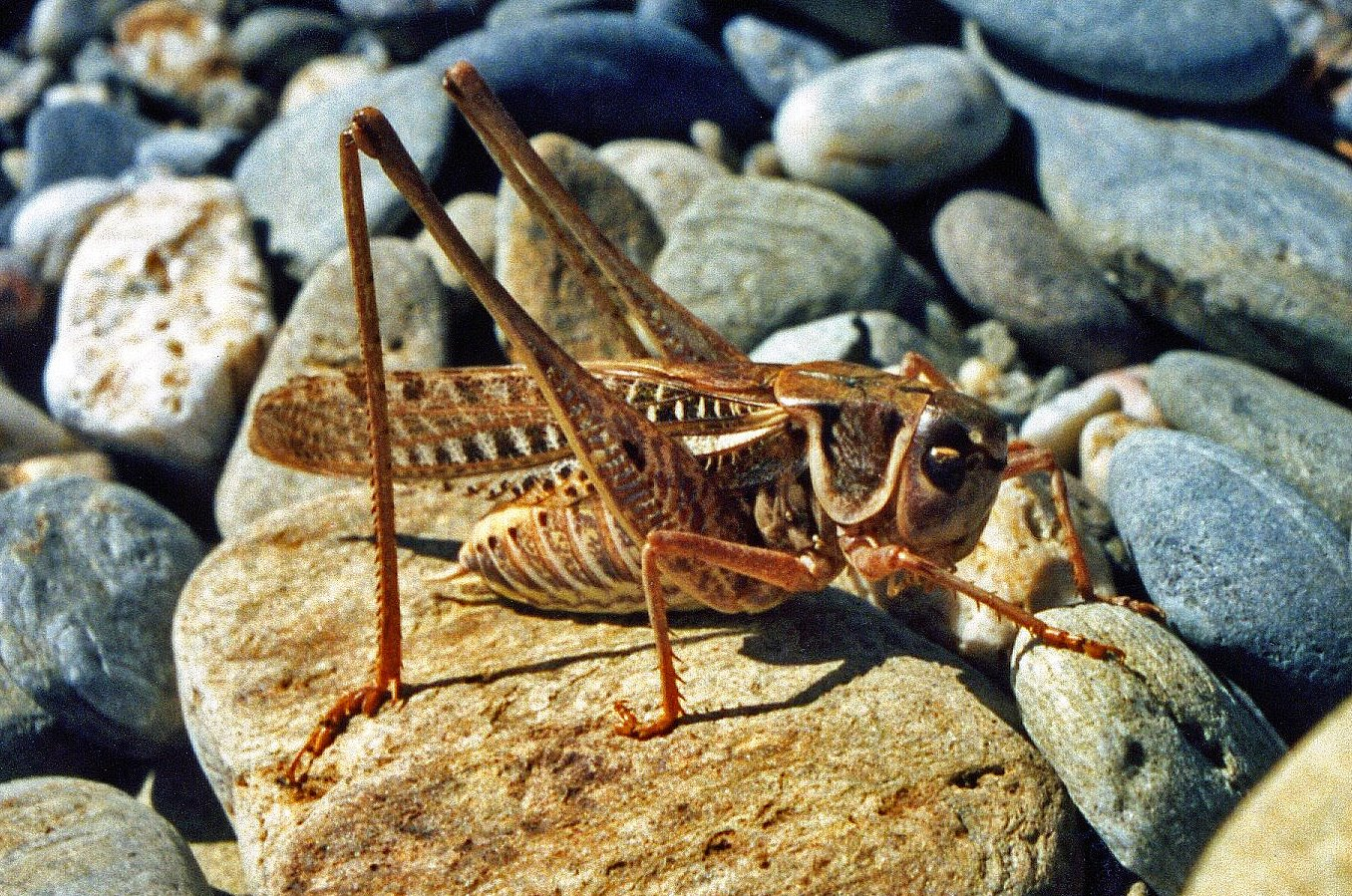
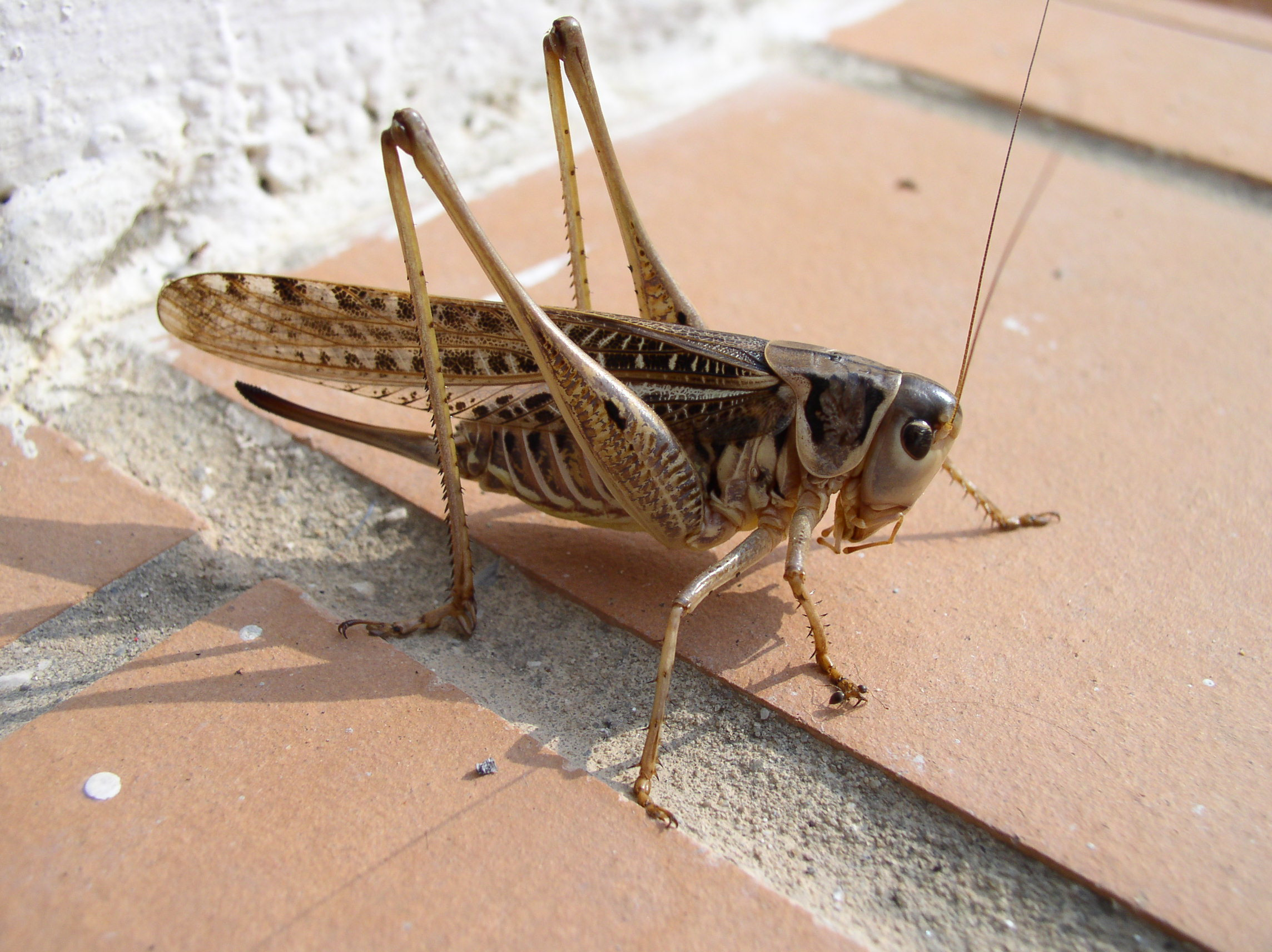
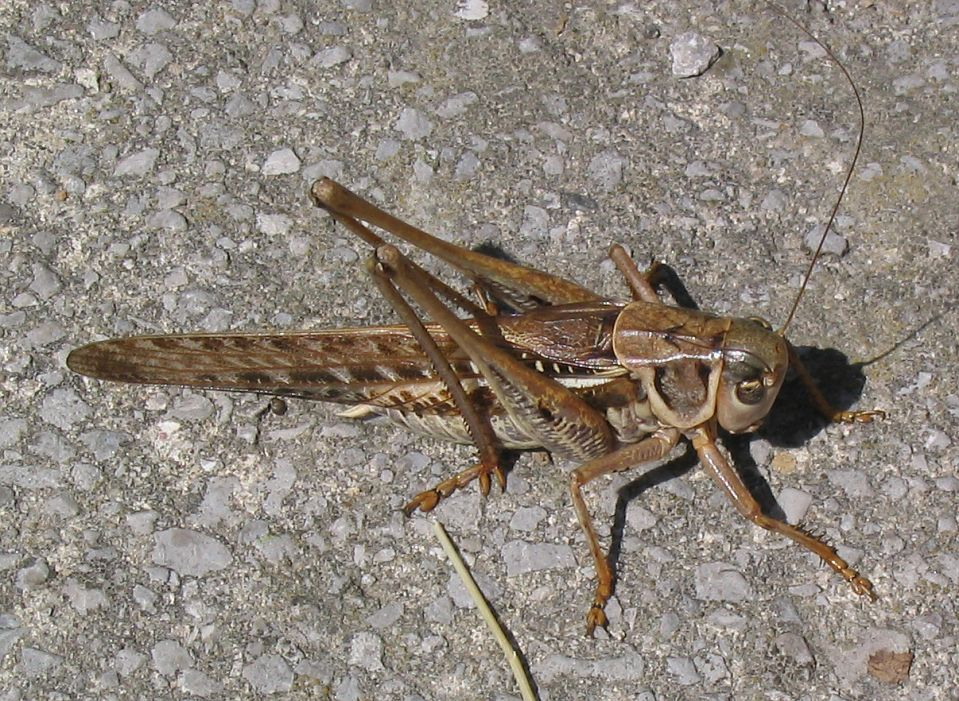
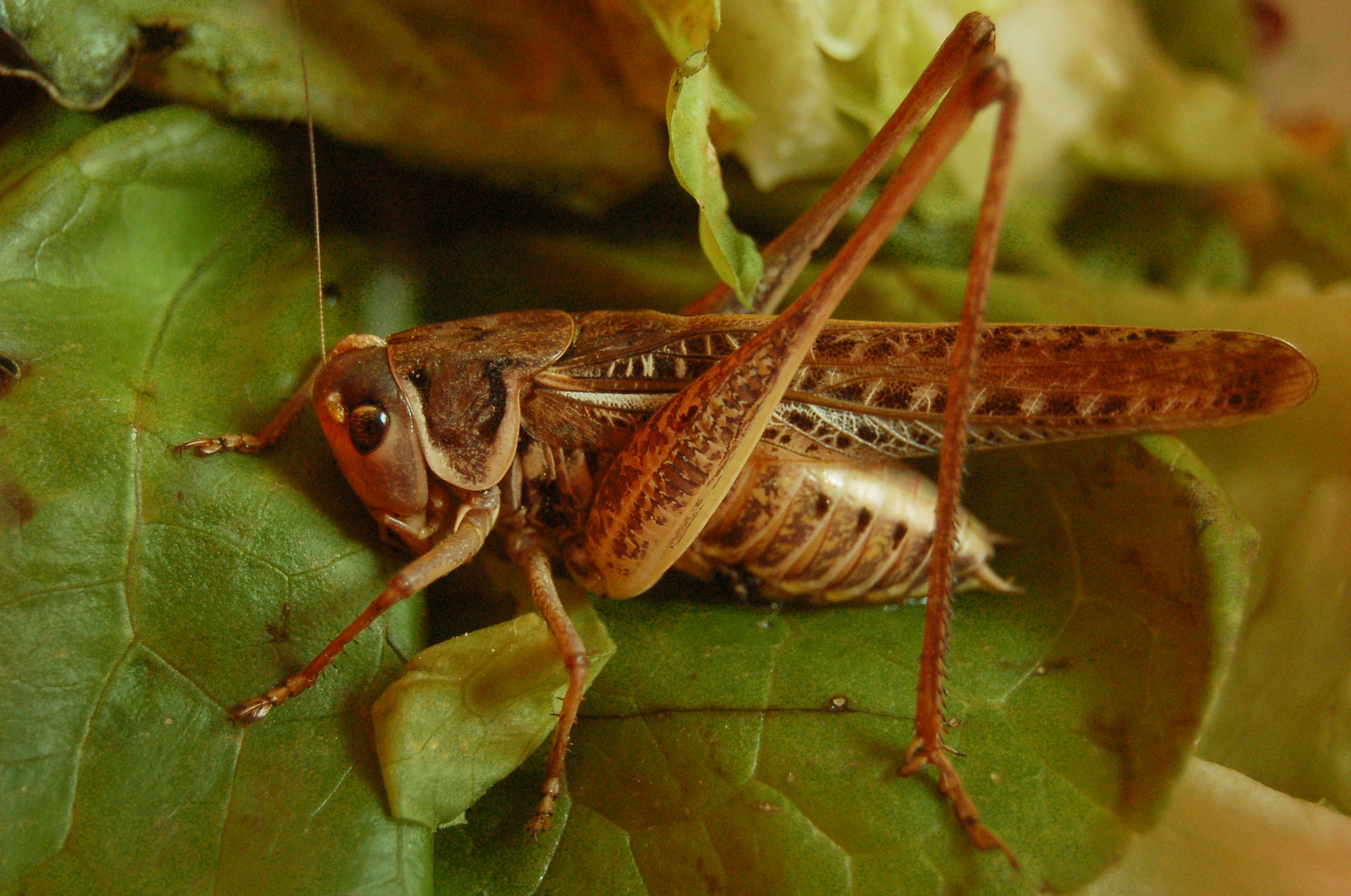